# Rajčica (bunari)
Bunari Rajčica smješteni su u predjelu Nišćanski gaj u selu Niskom, općina Klis. Čini ih 10 suhozidom ograđenih bunara i jedna veća, zajednička, lokva za stoku. Ograđeni su jednim redom kamena i imaju stepenice, postavljene u obzid bunara, kojima se pristupa do vode. Uz bunare su postavljene kamenice za napajanje stoke. Najstariji podatak o bunarima zabilježen je na austrijskoj katastarskoj mapi Niskog iz 1829. godine. U mjestu Nisko znalo se koji je bunar na lokalitetu Rajčica pripada kojem komšiluku odnosno obitelji. Bunari su izniman hidrološki fenomen te visoke ambijentalne vrijednosti kao zeleni prostorni reper koji se ističe u sivom krškom krajoliku.

## Zaštita
Pod oznakom Z-6962 zaveden je kao nepokretno kulturno dobro - pojedinačno, pravna statusa zaštićena kulturnog dobra, klasificirano kao "ostalo".